# Jaderná elektrárna s odběrem tepla Radotín
Jaderná elektrárna s odběrem tepla Radotín (někdy také Jaderná elektrárna Praha-Jih) byla plánovaná jaderná teplárna poblíž Prahy v Radotíně. Předchozí projekty se původně zabývaly výstavbou jaderné elektrárny mezi městskými částmi Braník a Modřany, ale v polovině 70. let 20. století byla plánovaná stavba umístěna do Radotína.
Z různých důvodů bylo plánování jaderné elektrárny zpočátku přerušeno a později přeplánováno na jadernou teplárnu, která by dodávala pouze teplo a neměla by turbogenerátor. Po sametové revoluci se projekt nerealizoval.

## Historie a technické informace

### Počátky
V polovině 60. let zpracoval Státní výzkumný ústav strojírenský v Praze studii o využití jaderných elektráren jako součásti budoucího zásobování Prahy teplem. Pro dlouhodobé zásobování teplem byla v té době plánována výstavba klasických výtopen na zemní plyn. Již tehdy však bylo zřejmé, že výstavba těchto tepláren se výrazně zpozdí, čímž se otevřela příležitost pro výstavbu jaderné elektrárny.
Paralelně s plány na jihu se hledaly i lokality pro jaderný zdroj tepla na západě Prahy  mezi čtvrtěmi Motol a Radotín. Vzhledem k tomu, že západní Praha je velmi řídce zastavěna a vzdálenosti mezi jednotlivými sídly jsou velké, bylo by rozšíření plynárenské sítě technicky obtížné. Od roku 1970 bylo tedy otázkou, zda v této oblasti budou hrát roli centrální teplárny a zda přijdou v úvahu i jaderné zdroje. Z tohoto důvodu bylo v té době zajímavější soustředit se více na jih. V objednávce se počítalo s realizací elektrárny v oblasti Braník-Modřany, protože do té doby by se tepelná zátěž adekvátně zvýšila v důsledku velkých programů bytové výstavby.

### Adaptace reaktoru VVER-440
Do roku 1975 bylo plánování elektrárny změněno a touto jadernou elektrárnou měla být zásobována i západní část města. S tím přišla i změna umístění jaderné elektrárny, která se nyní plánovala v městské části Radotín, těsně nad soutokem Berounky a Vltavy. Protože zásobování jihovýchodní části Prahy již nehrálo roli, existovaly dlouhodobé plány na výstavbu další jaderné elektrárny v městské části Uhříněves, která se však nikdy nedostala do fáze plného plánování. Odpadní teplo z jaderné elektrárny Praha-jih v Radotíně mělo být využito k vytvoření rekreačního areálu s bazény a plážemi na 12kilometrovém úseku řeky Vltavy. Ale jen v omezené míře, protože pro závod v Radotíně bylo doporučeno použít zpětné chlazení. Toho mělo být dosaženo větším ohřevem chladicí vody. I když v jiných lokalitách bývá problém s příkonem tepla, ve vztahu k Vltavě to představuje řešení jiného problému: v důsledku výstavby mnoha přehrad podél toku řeky je voda Vltavy silně podchlazená, což také má negativní dopad na ekosystém řeky. Dále se diskutovalo o využití odpadního tepla pro Holešovice pro vytápění rybích líhní, chovů hospodářských zvířat a skleníků.

### Jaderná teplárna
I přes podporu rozšiřování tepláren na zemní plyn se i nadále dlouhodobě uvažovalo o výstavbě jaderných zdrojů tepla. Od roku 1988 OKBM spolupracovalo s Energoprojektem Praha na projektování AST-200 založeném na AST-500, který byl primárně plánován pro jadernou teplárnu v Plzni, ale byl zvažován i pro závod v Radotíně. Plánování bylo dokončeno v roce 1991, ale dále nepokračovalo. Důvodem byly potíže, které provázely výstavbu v téže době budovaných větších systémů AST-500 ve Voroněžské jaderné teplárně a jaderné teplárně Gorki. Dne 24. června 1990 byla dokončena projektová studie AST-200 pro plzeňskou jadernou teplárnu. Po sametové revoluci se v konceptu nepokračovalo.

## Informace o reaktorech
| Reaktor   | Typ reaktoru | Výkon | Výkon   | Zahájení výstavby             | Připojení k síti              | Uvedení do provozu            | Uzavření |
| Reaktor   | Typ reaktoru | Čistý | Hrubý   | Zahájení výstavby             | Připojení k síti              | Uvedení do provozu            | Uzavření |
| --------- | ------------ | ----- | ------- | ----------------------------- | ----------------------------- | ----------------------------- | -------- |
| Radotín-1 | AST-200      | -     | 200 MWt | Plánování zrušeno v roce 1990 | Plánování zrušeno v roce 1990 | Plánování zrušeno v roce 1990 |          |
| Radotín-2 | AST-200      | -     | 200 MWt | Plánování zrušeno v roce 1990 | Plánování zrušeno v roce 1990 | Plánování zrušeno v roce 1990 |          |